# フリッツ・シェール

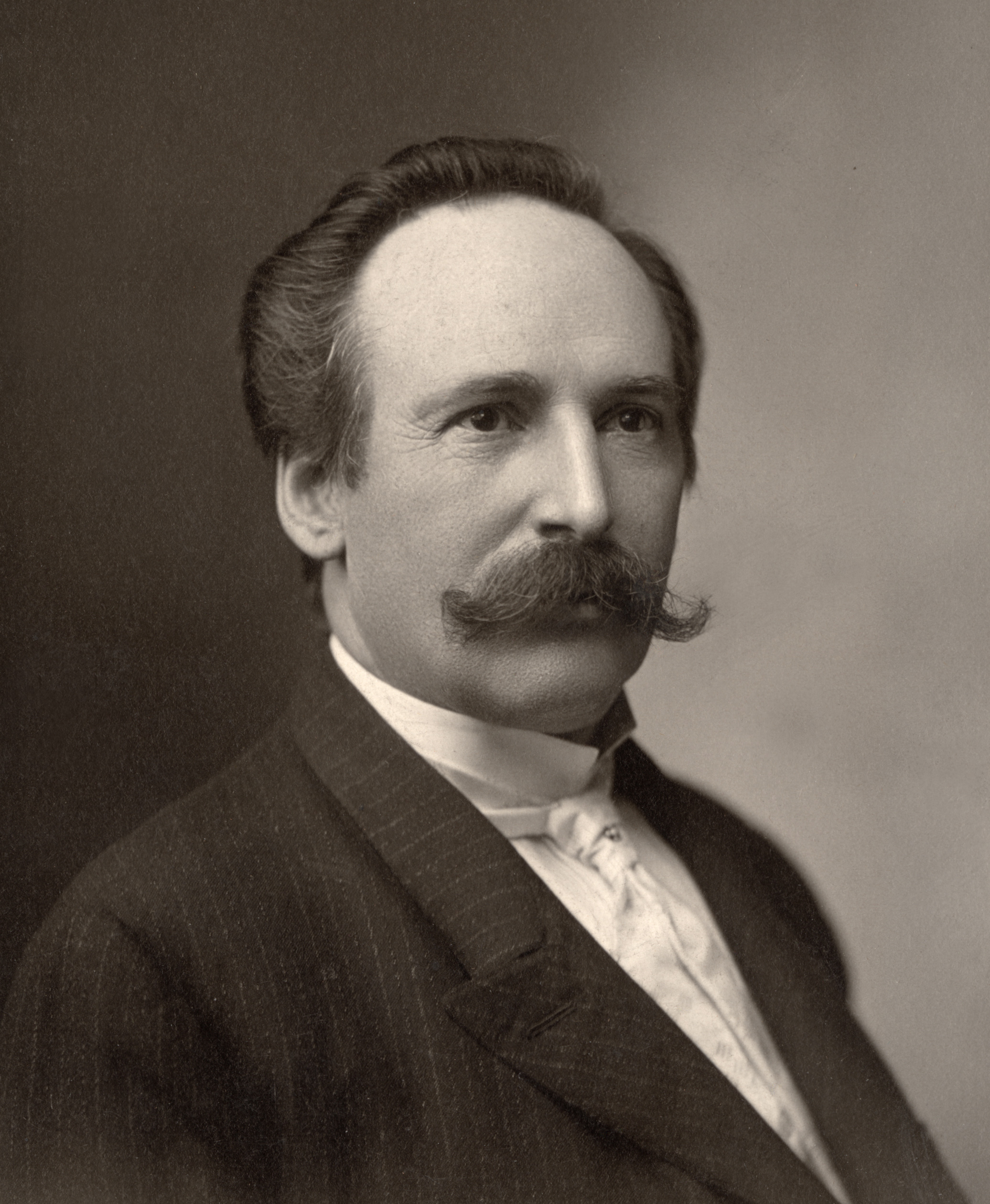
フリッツ・シェール

ヨハン・フリードリヒ・"フリッツ"・ルートヴィヒ・シェール（Johann Friedrich "Fritz" Ludwig Scheel, 1852年11月7日 - 1907年3月13日）は、ドイツの指揮者。

## 略歴
シュレースヴィヒ＝ホルシュタイン州シュトッケルスドルフの生まれ。フィラデルフィア管弦楽団の創設者にして初代音楽監督。創設1年目で合衆国系の楽員の半数を欧州系に差し替えるなど強権をふるった。フィラデルフィアに没し、同地のローレルヒル墓地に埋葬された。
| スタブアイコン | サブスタブ | この項目は、まだ閲覧者の調べものの参照としては役立たない、音楽関係者（バンド等）に関連した書きかけの項目です。この項目を加筆・訂正などしてくださる協力者を求めています（P:音楽/PJ:芸能人）。 |